# Beni Uari Tid
Beni Uari Tid (en árabe: بني ويطير‎, en francés: Aït Ouiritidène) es una localidad marroquí perteneciente al municipio de Dar el Quebdani, en la región Oriental. Desde 1912 hasta 1956 perteneció a la zona norte del Protectorado español de Marruecos.